# Gorše
Gorše je priimek v Sloveniji, ki ga je po podatkih Statističnega urada Republike Slovenije na dan 1. januarja 2010 uporabljalo 643 oseb in je med vsemi priimki po pogostosti uporabe uvrščen na 394. mesto.

## Znani nosilci priimka
- Bogomir Gorše (1918 - ?), violinist
- Božidar Gorše (1918 - 1994), violinist
- Branko Gorše, duhovnik
- Dušan Gorše, (specialni) policist
- Dušan Gorše, prevajalec
- Erazem Gorše (1894—1952), slovenski društveni delavec v ZDA
- France Gorše (1897—1986), kipar, grafik
- Marija Gorše (psevdonim; pravo ime Marija Perhaj) (1924—2014), pesnica, pisateljica
- Marko Gorše (*1975), strojnik, podjetnik, pesnik, publicist
- Martin Gorše (1892—1963), duhovnik, zborovodja
- Miroslav Gorše (1891—1984), literarni zgodovinar, slavist
- Robert Gorše (1912—?), vsestranski športnik: plavalec, nogomet., um.drsalec, hokejist..
- Tone Gorše (1910—?), vinogradniški in sadjarski strokovnjak